# NGC 6541

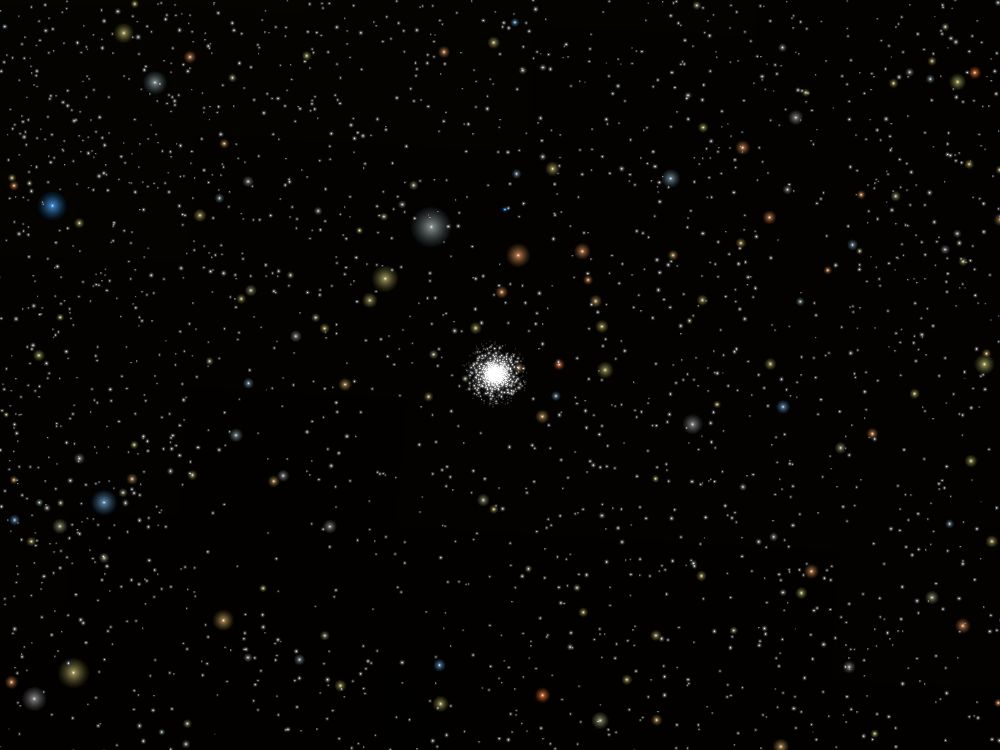
NGC 6541

NGC 6541 sau Caldwell 78 este un roi globular din constelația Coroana Australă. Se estimează că are o vechime de aproximativ 14 miliarde de ani. 